# Nahrbtni helikopter
Nahrbtni helikopter je majhen in lahek prenosljiv helikopter, ki ga lahko človek nosi na hrbtu in hodi z njim po tleh. Med nogami ima varovalni pas, ki drži pilota med letom, da ne pade ven iz helikopterja.  Več izumiteljev je poskušalo zgraditi nahrbtne helikopterje, rezultati so bili mešani.
Tak helikopter se razlikuje od konvencionalnega po tem, da nima repnega rotorja, glavna rotorja pa se vrtita v nasprotnih smereh, deloma podobno koaksialnim helikopterjem, vendar z drugačnim načinom krmiljenja.  Smer ("yaw") se upravlja s pomočjo transmisijskega mehanizma – če se en rotor vrti hitreje od drugega, se helikopter obrača okoli navpične osi. Druga razlika je, da imajo rotorji nespremenljiv vpadni kot, zaradi česar je zgradba enostavnejša. Vendar s tem ni mogoča avtorotacija v primeru odpovedi motorja, zato imajo po navadi balistično padalo za večjo varnost. Nekatere izvedbe imajo za pogon ventilator z okvirjem (ducted fan).